# Эвран (кантон)
Эвра́н (фр. Évran) — упраздненный кантон во Франции, в регионе Бретань, департамент Кот-д’Армор. Входил в состав округа Динан.
Код INSEE кантона — 2214. Всего в кантон Эвран входило 8 коммун, из них главной коммуной являлась Эвран.

## Коммуны кантона
| Коммуна          | Население, чел. (1999) | Почтовый индекс | Код INSEE |
| ---------------- | ---------------------- | --------------- | --------- |
| Ле-Кью           | 305                    | 22630           | 22263     |
| Ле-Шан-Жеро      | 960                    | 22630           | 22035     |
| Плуан            | 1358                   | 22630           | 22208     |
| Сен-Жюва         | 648                    | 22630           | 22308     |
| Сен-Жюдос        | 443                    | 22630           | 22306     |
| Сент-Андре-дез-О | 237                    | 22630           | 22274     |
| Трефюмель        | 246                    | 22630           | 22352     |
| Эвран            | 1473                   | 22630           | 22056     |

## Население
Население кантона на 2006 год составляло 6 028 человек.
| 1962 | 1968 | 1975 | 1982 | 1990 | 1999  | 2006  | 2007 |
| ---- | ---- | ---- | ---- | ---- | ----- | ----- | ---- |
| -    | -    | -    | -    | -    | 5 670 | 6 028 | -    |